# Борнгайм (Пфальц)
Борнгайм (нім. Bornheim) — громада в Німеччині, розташована в землі Рейнланд-Пфальц. Входить до складу району Південний Вайнштрассе. Складова частина об'єднання громад Оффенбах-ан-дер-Квайх.
Площа — 3,55 км2. Населення становить 1566 ос. (станом на 31 грудня 2020).

## Галерея

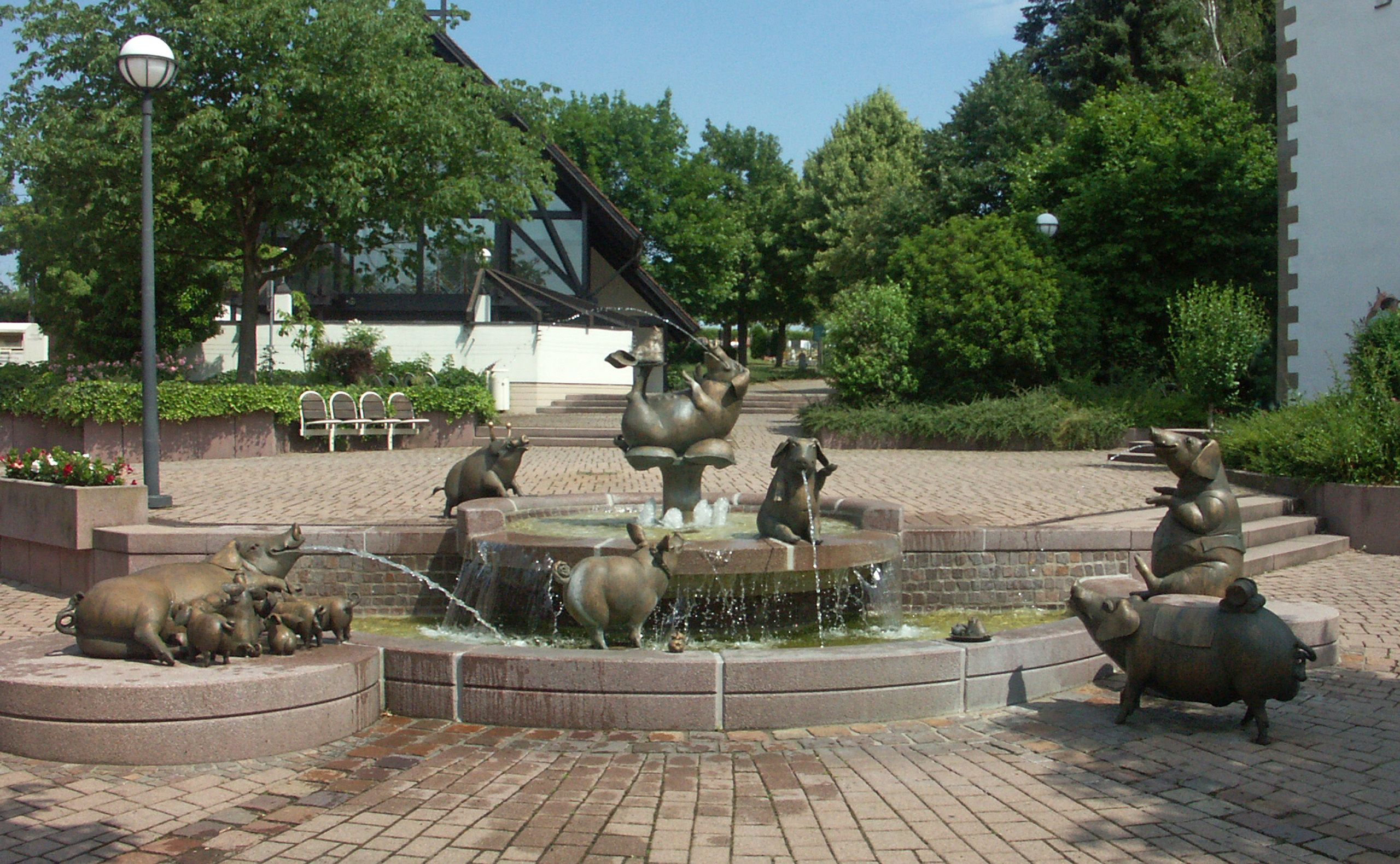
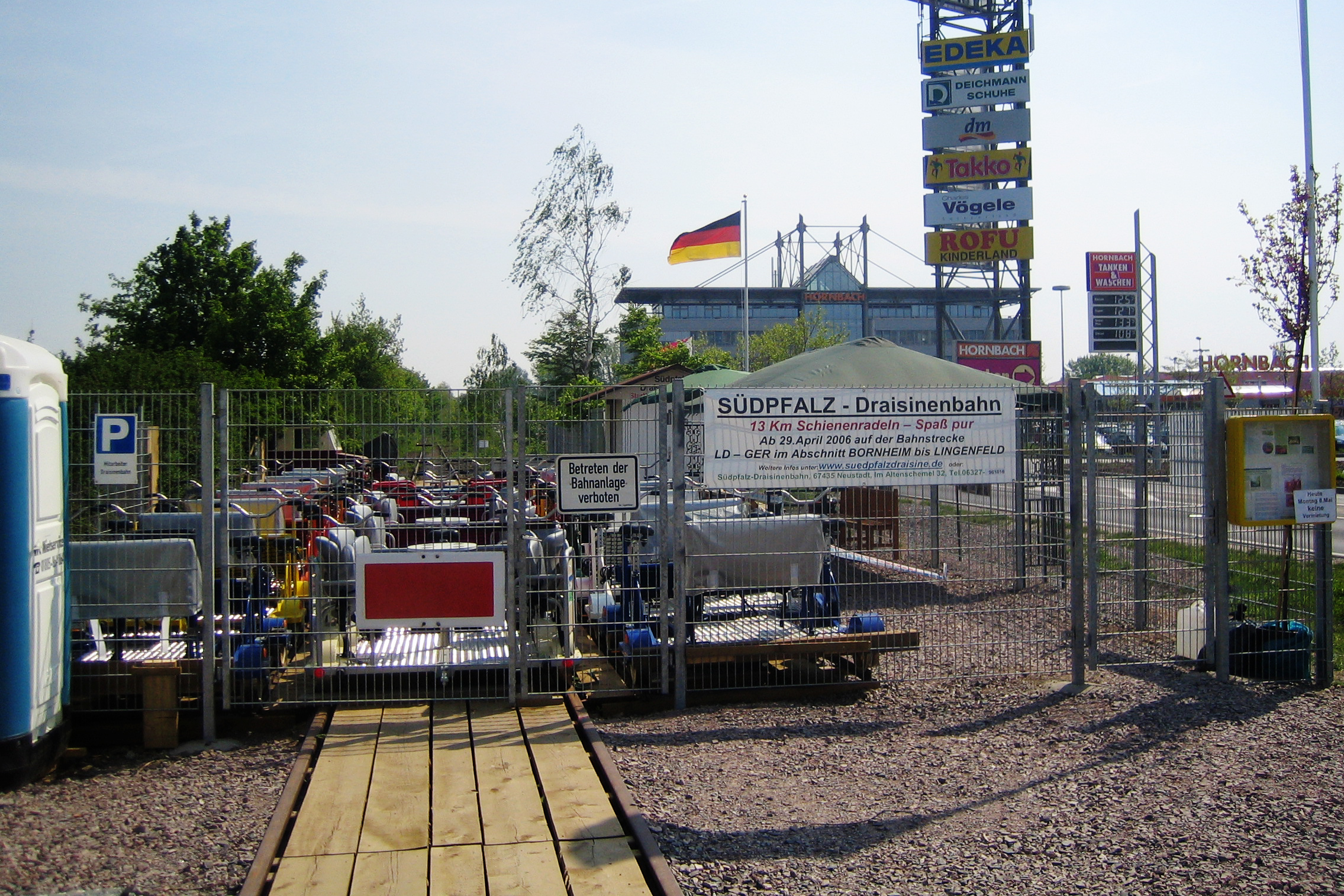
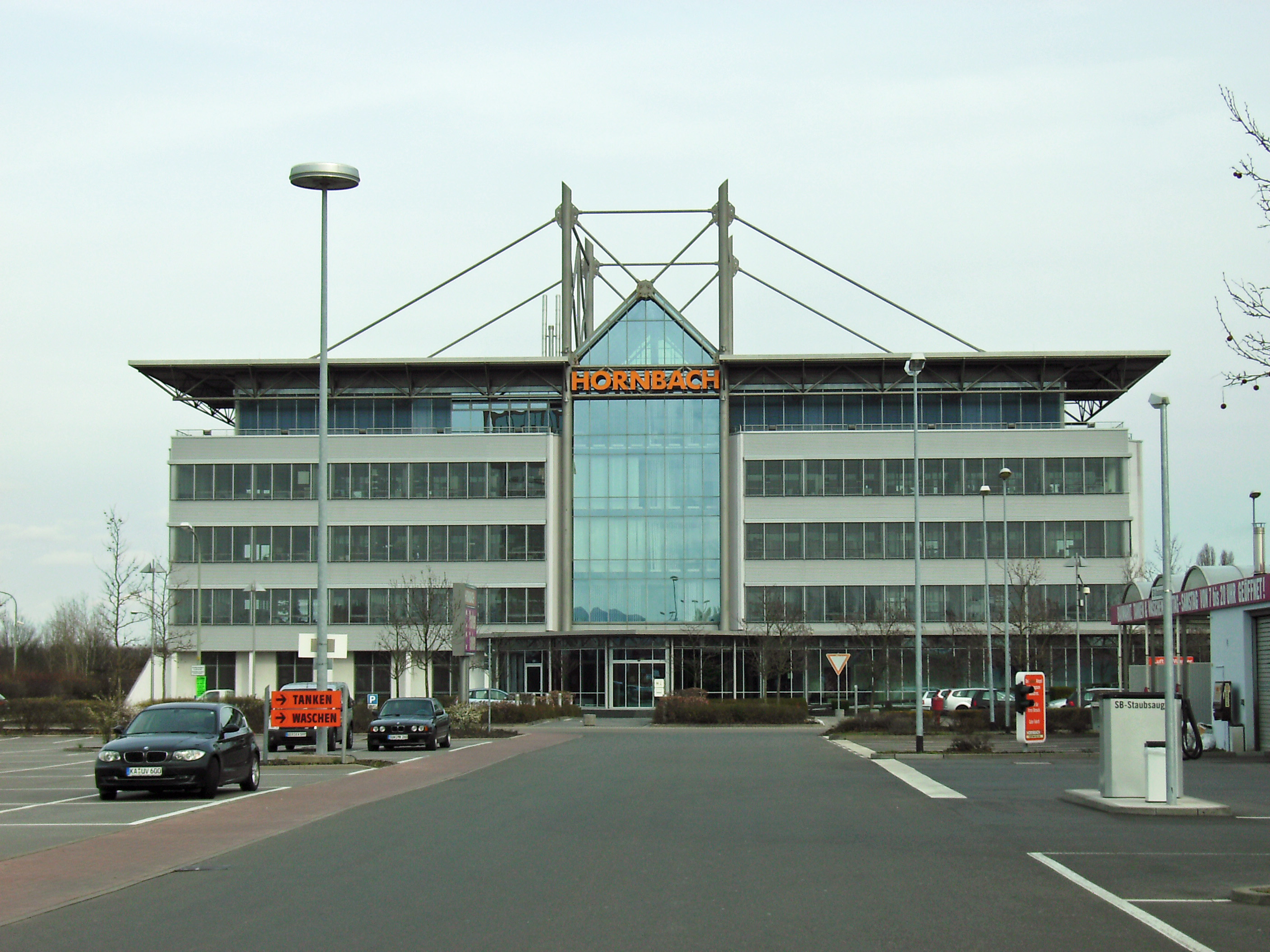